# Pistolet maszynowy MP 38
MP 38 – niemiecki pistolet maszynowy kalibru 9 mm, zasilany nabojem 9 × 19 mm Parabellum, produkowany na początku II wojny światowej. Niepoprawnie nazywany „Schmeisserem”. Zastąpiony przez MP 40.

## Historia konstrukcji
W okresie międzywojennym armia niemiecka posiadała 3700 pistoletów maszynowych (głównie MP 18/I i MP 28 II), nie były one jednak przepisowym uzbrojeniem. Dopiero doświadczenia wojen toczonych na świecie w latach trzydziestych XX wieku spowodowały zwiększenie zainteresowania tym rodzajem broni.
W 1925 roku IWG (Inspection für Waffen und Geräte – niem. Inspektorat Uzbrojenia i Wyposażenia) zorganizował potajemne próby pistoletów maszynowych (traktat wersalski zakazywał prac nad bronią automatyczną w Niemczech). W efekcie prób za najlepszą z badanych konstrukcji uznano MP 28 II, a jego producent firma Waffen- und Fahrradfabrik C.G. Haenel otrzymała zapewnienie, że w przypadku odrzucenia ograniczeń traktatu wersalskiego MP 28 II stanie się standardowym pistoletem maszynowym niemieckiej armii.
Po odrzuceniu przez Niemcy ograniczeń traktatu wersalskiego w 1935 roku uruchomiono produkcję MP 28 II w zakładach Haenel. Do zamówienia dużych ilości tej broni jednak nie doszło. Zamówiono tylko gniazda magazynka nowego typu i przy ich pomocy zmodernizowano część MP 18/I. Dowództwo Wehrmachtu wstrzymywało się z zakupami ponieważ w tym czasie trwały spory dotyczące zastosowania taktycznego i założeń konstrukcyjnych pistoletów maszynowych. Konserwatyści chcieli broni przypominającej karabinek z kolbą i łożem drewnianym jak najlepiej przystosowaną do wymagań zwykłej piechoty, zwolennicy wojsk pancernych i powietrznodesantowych chcieli broni optymalnej dla tych formacji.
W 1936 roku doszło do prób porównawczych dwóch pistoletów maszynowych:
- skonstruowanego w zakładach Haenel przez Hugo Schmeissera MP 36III.
- skonstruowanego w zakładach Erma EMP 36.

Wyniki prób nie były jednoznaczne. Wymagania Wehrmachtu, w którym przewagę zdobyli zwolennicy nowych metod prowadzenia wojny, lepiej spełniał wyposażony w składaną kolbę EMP 36, ale pod względem budowy wewnętrznej lepszy był MP 36III. Sytuację skomplikowały protesty przedstawicieli firmy Erma, którzy uznali że mechanizm powrotny zamka zastosowany w MP 36III narusza należący do niej patent Heinricha Vollmera.
Ostatecznie wojskowi odkupili od Haenela prawa do rozwiązań zastosowanych w MP 36III i przekazali je firmie Erma, która miała opracować pistolet maszynowy będący połączeniem najlepszych rozwiązań zastosowanych w EMP 36 i MP 36III. Dodatkowo Haenel otrzymał gwarancje, że będzie drugim obok Ermy producentem nowej broni. Za prace konstrukcyjne odpowiadała Erma, ale zastosowanie w prototypach nowego pistoletu maszynowego gniazda magazynka ze znakiem fabrycznym Haenela świadczy, że Haenel od początku uczestniczył w przygotowaniach do produkcji.
Nowy pistolet maszynowy przyjęto do uzbrojenia 29 czerwca 1938 roku jako M.P.38 (w literaturze częściej spotykany jest zapis MP 38). Jednocześnie z przyjęciem do uzbrojenia w obu firmach zamówiono duże ilości MP 38. Pierwsza produkcję uruchomiła Erma, która do końca 1938 roku dostarczyła kilkaset MP 38. W momencie wybuchu II wojny światowej Wehrmacht posiadał 8772 egzemplarze MP 38, jednak w czasie kampanii wrześniowej nie użyto ich na większą skalę (większość wyprodukowanych przed wojną MP 38 została przydzielona spadochroniarzom i pancerniakom, nie użytym we wrześniu 1939 roku na większą skalę).
Pod koniec 1939 roku produkcję MP 38 uruchomiono także w zakładach Haenela. Jednak produkcja nadal nie zaspakajała rosnących potrzeb. Dodatkowo zaczęły napływać pierwsze uwagi dotyczące użycia MP 38 w warunkach polowych. Pistolet maszynowy był chwalony za wygodę w użytkowaniu i ergonomię, ale okazał się wrażliwy na zanieczyszczenia i niezbyt bezpieczny. MP 38 nie posiadał żadnego bezpiecznika pozwalającego zabezpieczyć broń z zamkiem w przednim położeniu. Przy dużym przeciążeniu (np. podczas zeskoku z samochodu z bronią trzymaną lufą do góry) zdarzały się przypadki przypadkowych strzałów. Wypadkom zapobiegało przenoszenie broni zabezpieczonej, z zamkiem napiętym, ale wtedy przez odsłonięte okno wyrzutowe łusek i wycięcie rękojeści napinania zamka do komory zamkowej dostawały się zanieczyszczenia zwiększające ryzyko zacięć.
Kłopoty z realizacją zamówień spowodowały, że wkrótce po wprowadzeniu do uzbrojenia zaczęto szukać sposobów na zwiększenie produkcji. W produkcję MP 38 zaangażowano szereg poddostawców, którzy dostarczali podzespoły ostatecznie montowane w pistoletach maszynowych produkowanych przez Ermę (oznaczenie kodowe 27) i Haenela (oznaczenie kodowe 122). Rozpoczęto także eksperymenty nad nowymi technologiami produkcji. Erma opracowała prototyp MP 38(L) z komorą zamkową i spustową wykonanymi jako odlewy ze stopu aluminium. Zmniejszyło to pracochłonność, a przy okazji masę broni zmniejszono o kilogram. MP 38(L) pozostał prototypem ponieważ uznano, że pierwszeństwo w dostawach aluminium ma przemysł lotniczy. Do uzbrojenia przyjęto zaś wersję MP 38 z komorą zamkową wykonaną z blachy stalowej oznaczoną jako MP40. Produkcję MP 38 zakończono w 1940 roku (w 1941 roku w zakładach Erma zmontowano pewną ilość MP 38 z wcześniej wyprodukowanych części). Wyprodukowano ok. 40 000 egz. MP 38.

## Wersje MP 38
- MP 38 – wersja standardowa
- MP 38/40 – zmodernizowane MP 38 wyposażone w rękojeść napinania zamka umożliwiającą zabezpieczenie broni z zamkiem w przedniej pozycji.
- MP 38(L) – prototypowa wersja wyposażona w komorę zamkową i spustową ze stopu aluminium.
- MP 40 – wersja z komorą zamkową z tłoczonej blachy stalowej.

## Opis konstrukcji
Pistolet maszynowy MP 38 jest indywidualną bronią samoczynną. Zasada działania automatyki oparta na odrzucie zamka swobodnego. Strzela z zamka otwartego seriami. Trzon zamkowy ma postać walca w wydrążeniu którego umieszczona była ruchoma iglica na masywnej żerdzi. Żerdź otoczona sprężyną powrotną. Sprężyna powrotna w osłonie teleskopowej. Zasilanie z magazynka dwurzędowego z jednopozycyjnym wyprowadzeniem o pojemności 32 naboi. Przyrządy celownicze składają się z muszki w osłonie i celownika przerzutowego. Lufa wkręcona w komorę zamkową zakończona podstawą muszki i hakiem zabezpieczającymi podczas strzelania przez otwory strzelnicze pojazdów. Łoże i chwyt pistoletowy z bakelitu. Kolba metalowa, składana pod spód broni.